# تیبو سامرز
تیبو سامرز (انگلیسی: Thibo Somers؛ زادهٔ ۱۶ مارس ۱۹۹۹) بازیکن فوتبال اهل بلژیک است که در حال حاضر برای باشگاه فوتبال سرکل بروژ بازی می‌کند.
از باشگاه‌هایی که در آن بازی کرده‌است می‌توان به باشگاه فوتبال سرکل بروژ اشاره کرد.

## دوران بازی
او اولین بازی خود را در دسته اول بلژیک برای باشگاه فوتبال سرکل بروژ در ۲۶ اکتبر ۲۰۱۹ در بازی مقابل باشگاه فوتبال خنک انجام داد. شش هفته بعد، در ۷ دسامبر ۲۰۱۹ او اولین گل خود را برای سرکل به ثمر رساند. در پایان فصل، او از سوی هواداران به عنوان برنده نظرسنجی Pop d'Echte انتخاب شد، تنها با ۱۳ حضور در زمین و ۵ حضور در ترکیب اصلی به این عنوان رسید.